# Kim Mã
Kim Mã là một phường thuộc quận Ba Đình, thành phố Hà Nội, Việt Nam.
Phường Kim Mã có diện tích 0,48 km², dân số năm 2022 là 15.571 người, mật độ dân số đạt Bản mẫu:Formatnum 32439 người/km².